# Cause for Alarm
Cause For Alarm est un groupe de punk hardcore et de New York Hardcore originaire de New York, formé en 1982, séparé en 1983 et réuni en 1994,.

## Discographie
- 1983 : Cause for Alarm (EP, sans Label)[3],[4]
- 1995 : Beyond Birth an Death (Victory Records)
- 1995 : Cause for Alarm / Warzone (Split-Album avec Warzone, Victory Records)
- 1996 : Cheaters and the Cheated (Victory Records)
- 1997 : Birth After Birth (Victory Records)
- 1998 : Beneath the Wheels (Victory Records)
- 1999 : When Revolution Is A Secret ...Unity Is The Key / Lost In The USA (Split-EP avec Miozän, Grapes of Wrath)
- 2000 : Nothing Ever Dies 1982-99 (Compilation, Victory Records)